# Gran Premio motociclistico del Giappone 2016
Il Gran Premio motociclistico del Giappone 2016 è stato la quindicesima prova del motomondiale del 2016; si è disputato il 16 ottobre sul circuito di Motegi e ha rappresentato la 35ª edizione del Gran Premio motociclistico del Giappone valida per il mondiale.
Nelle tre gare si sono imposti: Marc Márquez in MotoGP, Thomas Lüthi in Moto2 e Enea Bastianini in Moto3.

## MotoGP

### Arrivati al traguardo
| Pos. | Nº | Pilota             | Squadra                        | Motocicletta       | Giri | Tempo     | Griglia | Punti |
| ---- | -- | ------------------ | ------------------------------ | ------------------ | ---- | --------- | ------- | ----- |
| 1º   | 93 | Marc Márquez       | Repsol Honda                   | Honda RC213V       | 24   | 42'34.610 | 2º      | 25    |
| 2º   | 4  | Andrea Dovizioso   | Ducati Team                    | Ducati Desmosedici | 24   | +2.992    | 4º      | 20    |
| 3º   | 25 | Maverick Viñales   | Suzuki Ecstar                  | Suzuki GSX-RR      | 24   | +4.104    | 7º      | 16    |
| 4º   | 41 | Aleix Espargaró    | Suzuki Ecstar                  | Suzuki GSX-RR      | 24   | +4.726    | 6º      | 13    |
| 5º   | 35 | Cal Crutchlow      | LCR Honda                      | Honda RC213V       | 24   | +15.049   | 5º      | 11    |
| 6º   | 44 | Pol Espargaró      | Monster Yamaha Tech 3          | Yamaha YZR-M1      | 24   | +19.654   | 9º      | 10    |
| 7º   | 19 | Álvaro Bautista    | Aprilia Racing Team Gresini    | Aprilia RS-GP      | 24   | +23.032   | 12º     | 9     |
| 8º   | 9  | Danilo Petrucci    | Octo Pramac Yakhnich           | Ducati Desmosedici | 24   | +28.555   | 10º     | 8     |
| 9º   | 45 | Scott Redding      | Octo Pramac Yakhnich           | Ducati Desmosedici | 24   | +28.802   | 11º     | 7     |
| 10º  | 6  | Stefan Bradl       | Aprilia Racing Team Gresini    | Aprilia RS-GP      | 24   | +32.330   | 13º     | 6     |
| 11º  | 21 | Katsuyuki Nakasuga | Yamalube Yamaha Factory Racing | Yamaha YZR-M1      | 24   | +42.845   | 16º     | 5     |
| 12º  | 68 | Yonny Hernández    | Pull & Bear Aspar              | Ducati Desmosedici | 24   | +52.219   | 17º     | 4     |
| 13º  | 38 | Bradley Smith      | Monster Yamaha Tech 3          | Yamaha YZR-M1      | 24   | +53.783   | 15º     | 3     |
| 14º  | 53 | Esteve Rabat       | Estrella Galicia 0,0 Marc VDS  | Honda RC213V       | 24   | +54.760   | 18º     | 2     |
| 15º  | 73 | Hiroshi Aoyama     | Repsol Honda                   | Honda RC213V       | 24   | +1'00.155 | 22º     | 1     |
| 16º  | 76 | Loris Baz          | Avintia Racing                 | Ducati Desmosedici | 24   | +1'04.440 | 20º     |       |
| 17º  | 8  | Héctor Barberá     | Ducati Team                    | Ducati Desmosedici | 24   | +1'42.966 | 8º      |       |
| 18º  | 7  | Mike Jones         | Avintia Racing                 | Ducati Desmosedici | 23   | +1 giro   | 21º     |       |

### Ritirati
| Nº | Pilota          | Squadra                       | Motocicletta       | Giri | Griglia |
| -- | --------------- | ----------------------------- | ------------------ | ---- | ------- |
| 99 | Jorge Lorenzo   | Movistar Yamaha               | Yamaha YZR-M1      | 19   | 3º      |
| 46 | Valentino Rossi | Movistar Yamaha               | Yamaha YZR-M1      | 6    | 1º      |
| 43 | Jack Miller     | Estrella Galicia 0,0 Marc VDS | Honda RC213V       | 6    | 14º     |
| 50 | Eugene Laverty  | Pull & Bear Aspar             | Ducati Desmosedici | 2    | 19º     |

### Non qualificati
| Nº | Pilota         | Squadra      | Motocicletta |
| -- | -------------- | ------------ | ------------ |
| 26 | Daniel Pedrosa | Repsol Honda | Honda RC213V |

## Moto2

### Arrivati al traguardo
| Pos. | Nº | Pilota              | Squadra                       | Motocicletta       | Giri | Tempo     | Griglia | Punti |
| ---- | -- | ------------------- | ----------------------------- | ------------------ | ---- | --------- | ------- | ----- |
| 1º   | 12 | Thomas Lüthi        | Garage Plus Interwetten       | Kalex Moto2        | 23   | 42'45.854 | 2º      | 25    |
| 2º   | 5  | Johann Zarco        | Ajo Motorsport                | Kalex Moto2        | 23   | +0.386    | 1º      | 20    |
| 3º   | 21 | Franco Morbidelli   | Estrella Galicia 0,0 Marc VDS | Kalex Moto2        | 23   | +5.863    | 3º      | 16    |
| 4º   | 30 | Takaaki Nakagami    | Idemitsu Honda Team Asia      | Kalex Moto2        | 23   | +6.090    | 7º      | 13    |
| 5º   | 11 | Sandro Cortese      | Dynavolt Intact GP            | Kalex Moto2        | 23   | +16.246   | 5º      | 11    |
| 6º   | 24 | Simone Corsi        | Speed Up Racing               | Speed Up SF16      | 23   | +20.404   | 13º     | 10    |
| 7º   | 54 | Mattia Pasini       | Italtrans Racing              | Kalex Moto2        | 23   | +20.683   | 10º     | 9     |
| 8º   | 60 | Julián Simón        | QMMF Racing                   | Speed Up SF16      | 23   | +20.760   | 16º     | 8     |
| 9º   | 23 | Marcel Schrötter    | AGR Team                      | Kalex Moto2        | 23   | +24.394   | 11º     | 7     |
| 10º  | 19 | Xavier Siméon       | QMMF Racing                   | Speed Up SF16      | 23   | +27.113   | 17º     | 6     |
| 11º  | 97 | Xavi Vierge         | Tech 3 Racing                 | Tech 3 Mistral 610 | 23   | +30.158   | 18º     | 5     |
| 12º  | 10 | Luca Marini         | Forward Team                  | Kalex Moto2        | 23   | +32.283   | 26º     | 4     |
| 13º  | 55 | Hafizh Syahrin      | Petronas Raceline Malaysia    | Kalex Moto2        | 23   | +32.391   | 12º     | 3     |
| 14º  | 45 | Tetsuta Nagashima   | Ajo Motorsport Academy        | Kalex Moto2        | 23   | +35.348   | 24º     | 2     |
| 15º  | 32 | Isaac Viñales       | Tech 3 Racing                 | Tech 3 Mistral 610 | 23   | +35.486   | 20º     | 1     |
| 16º  | 57 | Edgar Pons          | Paginas Amarillas HP 40       | Kalex Moto2        | 23   | +39.558   | 21º     |       |
| 17º  | 2  | Jesko Raffin        | Sports-Millions-EMWE-SAG      | Kalex Moto2        | 23   | +39.690   | 19º     |       |
| 18º  | 14 | Ratthapark Wilairot | Idemitsu Honda Team Asia      | Kalex Moto2        | 23   | +45.258   | 25º     |       |
| 19º  | 87 | Remy Gardner        | Tasca Racing                  | Kalex Moto2        | 23   | +47.910   | 23º     |       |
| 20º  | 40 | Álex Rins           | Paginas Amarillas HP 40       | Kalex Moto2        | 23   | +1'04.723 | 22º     |       |
| 21º  | 63 | Naomichi Uramoto    | Japan-GP2                     | Kalex Moto2        | 23   | +1'05.916 | 29º     |       |
| 22º  | 84 | Tarō Sekiguchi      | Taro Plus One                 | TSR                | 23   | +1'26.636 | 30º     |       |

### Ritirati
| Nº | Pilota              | Squadra                       | Motocicletta | Giri | Griglia |
| -- | ------------------- | ----------------------------- | ------------ | ---- | ------- |
| 27 | Iker Lecuona        | CarXpert Interwetten          | Kalex Moto2  | 14   | 28º     |
| 49 | Axel Pons           | AGR Team                      | Kalex Moto2  | 13   | 6º      |
| 7  | Lorenzo Baldassarri | Forward Team                  | Kalex Moto2  | 10   | 14º     |
| 73 | Álex Márquez        | Estrella Galicia 0,0 Marc VDS | Kalex Moto2  | 7    | 8º      |
| 52 | Danny Kent          | Leopard Racing                | Kalex Moto2  | 7    | 15º     |
| 94 | Jonas Folger        | Dynavolt Intact GP            | Kalex Moto2  | 4    | 9º      |
| 22 | Sam Lowes           | Federal Oil Gresini           | Kalex Moto2  | 1    | 4º      |
| 70 | Robin Mulhauser     | CarXpert Interwetten          | Kalex Moto2  | 1    | 27º     |

## Moto3

### Arrivati al traguardo
| Pos. | Nº | Pilota                | Squadra                  | Motocicletta   | Giri | Tempo     | Griglia | Punti |
| ---- | -- | --------------------- | ------------------------ | -------------- | ---- | --------- | ------- | ----- |
| 1º   | 33 | Enea Bastianini       | Gresini Racing           | Honda NSF250R  | 20   | 39'24.273 | 3º      | 25    |
| 2º   | 41 | Brad Binder           | Red Bull KTM Ajo         | KTM RC 250 GP  | 20   | +0.017    | 2º      | 20    |
| 3º   | 8  | Nicolò Bulega         | SKY Racing Team VR46     | KTM RC 250 GP  | 20   | +4.002    | 5º      | 16    |
| 4º   | 65 | Philipp Öttl          | Schedl GP Racing         | KTM RC 250 GP  | 20   | +5.119    | 10º     | 13    |
| 5º   | 4  | Fabio Di Giannantonio | Gresini Racing           | Honda NSF250R  | 20   | +6.288    | 18º     | 11    |
| 6º   | 21 | Francesco Bagnaia     | Northgate Mahindra Aspar | Mahindra MGP3O | 20   | +7.739    | 12º     | 10    |
| 7º   | 11 | Livio Loi             | RW Racing GP BV          | Honda NSF250R  | 20   | +7.749    | 15º     | 9     |
| 8º   | 20 | Fabio Quartararo      | Leopard Racing           | KTM RC 250 GP  | 20   | +8.344    | 8º      | 8     |
| 9º   | 36 | Joan Mir              | Leopard Racing           | KTM RC 250 GP  | 20   | +8.880    | 14º     | 7     |
| 10º  | 23 | Niccolò Antonelli     | Ongetta-Rivacold         | Honda NSF250R  | 20   | +9.037    | 7º      | 6     |
| 11º  | 48 | Lorenzo Dalla Porta   | SKY Racing Team VR46     | KTM RC 250 GP  | 20   | +12.332   | 6º      | 5     |
| 12º  | 7  | Adam Norrodin         | Drive M7 SIC Racing      | Honda NSF250R  | 20   | +13.525   | 9º      | 4     |
| 13º  | 84 | Jakub Kornfeil        | Drive M7 SIC Racing      | Honda NSF250R  | 20   | +18.818   | 21º     | 3     |
| 14º  | 12 | Albert Arenas         | Peugeot MC Saxoprint     | Peugeot MGP3O  | 20   | +21.263   | 13º     | 2     |
| 15º  | 24 | Tatsuki Suzuki        | CIP-Unicom Starker       | Mahindra MGP3O | 20   | +21.291   | 25º     | 1     |
| 16º  | 95 | Jules Danilo          | Ongetta-Rivacold         | Honda NSF250R  | 20   | +21.727   | 24º     |       |
| 17º  | 42 | Marcos Ramírez        | Platinum Bay Real Estate | Mahindra MGP3O | 20   | +34.475   | 26º     |       |
| 18º  | 64 | Bo Bendsneyder        | Red Bull KTM Ajo         | KTM RC 250 GP  | 20   | +39.950   | 27º     |       |
| 19º  | 89 | Khairul Idham Pawi    | Honda Team Asia          | Honda NSF250R  | 20   | +40.177   | 22º     |       |
| 20º  | 3  | Fabio Spiranelli      | CIP-Unicom Starker       | Mahindra MGP3O | 20   | +46.804   | 32º     |       |
| 21º  | 77 | Lorenzo Petrarca      | 3570 Team Italia         | Mahindra MGP3O | 20   | +49.085   | 31º     |       |
| 22º  | 40 | Darryn Binder         | Platinum Bay Real Estate | Mahindra MGP3O | 20   | +52.570   | 28º     |       |
| 23ª  | 6  | María Herrera         | MH6 Team                 | KTM RC 250 GP  | 20   | +52.682   | 30ª     |       |
| 24º  | 16 | Andrea Migno          | SKY Racing Team VR46     | KTM RC 250 GP  | 20   | +1'16.774 | 1º      |       |
| 25º  | 58 | Juanfran Guevara      | RBA Racing               | KTM RC 250 GP  | 20   | +1'22.102 | 20º     |       |
| 26º  | 13 | Shizuka Okazaki       | UQ & Teleru Kohara RT    | Honda NSF250R  | 20   | +1'51.623 | 34º     |       |

### Ritirati
| Nº | Pilota            | Squadra                  | Motocicletta   | Giri | Griglia |
| -- | ----------------- | ------------------------ | -------------- | ---- | ------- |
| 88 | Jorge Martín      | Northgate Mahindra Aspar | Mahindra MGP3O | 10   | 23º     |
| 44 | Arón Canet        | Estrella Galicia 0,0     | Honda NSF250R  | 9    | 17º     |
| 55 | Andrea Locatelli  | Leopard Racing           | KTM RC 250 GP  | 4    | 29º     |
| 43 | Stefano Valtulini | 3570 Team Italia         | Mahindra MGP3O | 3    | 33º     |
| 9  | Jorge Navarro     | Estrella Galicia 0,0     | Honda NSF250R  | 0    | 11º     |
| 17 | John McPhee       | Peugeot MC Saxoprint     | Peugeot MGP3O  | 0    | 16º     |
| 19 | Gabriel Rodrigo   | RBA Racing               | KTM RC 250 GP  | 0    | 19º     |

### Squalificato
| Nº | Pilota     | Squadra         | Motocicletta  | Griglia |
| -- | ---------- | --------------- | ------------- | ------- |
| 76 | Hiroki Ono | Honda Team Asia | Honda NSF250R | 4º      |